# Западна Месопотамия
Западна Месопотамия е катепанат (византийска военно-административна област), създаден през 971 г. от император Йоан I Цимисхи в подчинената от византийците крайна североизточна част на българското царство. Обхваща междуречието на Днестър, Прут, Сирет (до средните им течения) и Дунав, също и днешна Северна Добруджа. Средище на катепаната е град Мали Преслав, разположен в един от ръкавите на дунавската делта.
Тези територии са завладени първо от киевския княз Светослав Игоревич по време на руското нашествие в България от 968 г. Три години по-късно, по време на обсадата на Дръстър, техните управители се отмятат от съюза си с русите, подчиняват се на Цимисхи и приемат византийски гарнизони в своите градове. За да подсигури новите граници на империята си, Цимисхи сключва договор с печенегите, обитаващи поречието на Днестър.
Византийската власт в Западна Месопотамия се задържа две десетилетия. Около 976 година, след въстанието на комитопулите, областта е временно обединена със съседната тема Тракия за общ отпор срещу българите. Решителен обрат във военните действия в Подунавието настъпва след битката при Траянови врата и въстанието на малоазийските велможи начело с Варда Фока срещу византийския император Василий II. Към 989-990 година Самуил освобождава земите между Дунав и Стара планина. Изолирани, византийските войски на север от Дунав се подчиняват на българския владетел. Предполага се, че това става най-късно през 991 година.